# كرمكي
كرمكي هي بلدة في مقاطعة قزيريق في ولاية صرخنداريا في أوزبكستان.